# Brasilaphis bondari
Brasilaphis bondari är en insektsart som beskrevs av Alexandre Mordvilko 1930. Brasilaphis bondari ingår i släktet Brasilaphis och familjen långrörsbladlöss. Inga underarter finns listade i Catalogue of Life.